# Mansfield Park
Mansfield Park (1814) er den engelske forfatter Jane Austens tredje roman (udgivet anonymt). Austen skrev den i Chawton Cottage fra 1811 til 1813 og blev udgivet i 1814 af Thomas Egerton, som også havet udgivet hendes romaner Fornuft og følelse (1811) og Stolthed og fordom (1813). Da 2. udgave af romanen udkom i 1816, var forlæggeren John Murray, som også udgav Emma (1816). Mansfield Park blev Austens største salgssucces.
Fortællingens hovedperson er Fanny Price, der er vokset op hos sin rige onkel og tante på det storslåede og idylliske gods, Mansfield Park, sammen med to kusiner og to fætre. Fanny behandles ikke på lige fod med dem og bliver konstant mindet om sin underordnede rang i familien. Hendes eneste fortrolige og allierede er fætteren Edmund, der behandler hende med omsorg og respekt og forsvarer hende over for de mange urimeligheder, hun udsættes for af den øvrige familie. Mens Fannys onkel er på forretningsrejse i Antigua, kommer de to charmerende søskende Mary og Henry Crawford til egnen. Der går ikke lang tid, før der opstår en forbindelse mellem dem og de unge mennesker på Mansfield Park, og de nye bekendtskaber vender op og ned på livet på godset. Et dristigt teaterstykke bliver planlagt og indøvet, mens der flirtes og skabes intriger på kryds og tværs. Edmund drages af den livlige Mary, og Henry af den principfaste Fanny, der efterhånden indser, at hun er forelsket i Edmund.
Mansfield Park blev straks rost for sine moralske principper af flere kritikere, men det var ikke alle i Austens omgangskreds, der brød sig om den dydige heltinde. Hendes egen mor betegnede Fanny som "uspiselig", og mange foretrak den livlige Mary Crawford. Mansfield Park bliver ofte kaldt for Austens mest komplekse og kontroversielle roman. Det er den af hendes romaner, der har vakt størst uenighed hos kritikere og læsere. Austen antyder kritik af bl.a. slaveri og imperialisme, hvilket var meget usædvanligt for datidens kvinder i England. Romanen rummer mange lag og er et så levende og fleksibelt værk, at den også i dag er åben for vidt forskellige fortolkninger.
Romanen er filmatiseret adskillige gange og omskrevet til skuespil og opera.

## Persongalleri
- Fanny Price er romanens hovedperson. Hun har siden hun var 10 boet hos sine rige slægtninge, familien Bertram, på Mansfield Park. Hun føler sig særdeles ensom i begyndelsen, men efter at hun har knyttet venskab med sin fætter Edmund, begynder hun at trives.
- Edmund Bertram er en af Fannys fætre, og hun forelsker sig i ham, selv om han betragter hende som sin søster. Edmund er familiens yngste søn og skal være præst at sikre sin forsørgelse.
- Maria og Julia Bertram er Fannys lidt ældre kusiner. De bliver forelsket i Henry Crawford, som ankommer til Mansfield sammen med sin søster og flirter med begge søstrene. Dramaet fortættes, fordi Maria allerede er forlovet med mr. Rushworth, en rig ung mand fra nabolaget.
- Mary Crawford er Henrys kønne og intelligente søster, som bliver meget interesseret i Edmund, selv om hun aldrig havde forestillet sig, at hun ville forelske sig i en yngre mand og slet ikke i en kommende præst.
- Lady Bertram er Fannys moster og gift med den velstående sir Thomas Bertram, der ejer godset.
- Mrs. Norris er en anden moster, som bor i nærheden af Mansfield Park.
- Tom Bertram er sir Thomas og lady Bertrams ældste søn.
- Dr. Grant er præst og bor i Mansfield Parks præstebolig. Mrs. Grant er præstens hustru er halvsøster til Henry og Mary Crawford.
- Mr. Rushworth er en velstående, men kedelig og ikke videre intelligent mand, som bliver forlovet med Maria Bertram.
- John Yates er en god ven af Tom Bertram.
- William Price er Fannys bror. Han er ansat i flåden.
- Mr. Price er Fannys far.
- Mrs. Price er Fannys mor. Hun er søster til Mrs. Norris og lady Bertram.
- Susan Price er Fannys yngre søster.

## Handling
Historien om Mansfield Park sættes i gang af brylluppet, hvor Miss Maria Ward bliver gift med den rige sir Thomas Bertram og bliver lady Bertram, mens hendes søstre har giftet sig med mindre fashionable ægtemænd. De sociale modsætninger bliver tydelige i beskrivelsen af forholdet mellem de tre søstre, lady Bertram, mrs. Norris og mrs. Price.
Mens lady Bartram er gift med den udsædvanlig rige baronet, sir Thomas, er mrs. Norris er gift med præsten. Hovedpersonen i romanen, Fanny Price, er datter af den tredje søster. Hendes far, mr. Price er en søofficer, der er blevet såret i et slag, hvorefter han må forsørge familien med en pension, der blot eør halvdelen af den normale løn. Fanny er fra en relativt fattig familie, og mrs. Norris, som blander sig i alle anliggender, foreslår, at sir Thomas og lady Bartram tager et af de ni børn til sig. Valget falder på Fanny. Ti år gammel flytter hun ind på Mansfield Park. Her vokser hun op sammen med de fire søskende: Tom Bertram (17 år gammel), Edmund Bertram (16 år), Maria Bertram (13 år) og Julia (12 år).
Hun bliver dog behandlet, som om hun er mindre værd end dem, så opholdet forløber ikke helt, som hun havde ønsket sig i sine let romantiske fantasier. Edmund viser hende dog venlighed. Han er også den frommeste af søskende: Maria og Julia er forfængelige og forkælede, mens Tom er en uansvarlig gambler. Efterhånden vokser Fannys taknemlighed for Edmunds venlighed i det skjulte til romantisk kærlighed. Fannys tante, mrs. Norris, som har udvirket hendes ankomst til godset, viser sig at være meget lidt interesseret i Fannys velbefindende, og pinder ofte ud, hvor meget besvær og hvor meget Fannys ophold på Mansfield Park koster. Da hendes mand dør få år efter Fannys ankomst, flytter hun ind i et lille hus på godsets jord og er hele tiden nævenyttig. Hun viser sig også at være ondskabsfuld, som da Fanny er syg, uden at der må bliver tændt op i kaminen på hendes værelse.
Børnene når voksenalderen ét efter ét. Da Fanny er 16 år gammel, rejser den strenge patriark sir Thomas bort et års tid for at håndtere problemer, der er opstået på plantagen, han ejer på Antigua. Den fashionable og berejste Henry Crawford og hans søster, Mary Crawford, ankommer til landsbyen, og de bor hos Mrs. Norris. Crawford-søskendeparrets ankomst forstyrrer den rolige tilværelse på Mansfield Park og sætter gang i en række romantiske forviklinger. Mary og Edmund begynder at blive fortrolige med hinanden, selv om Edmund ofte bekymrer sig over, at hendes manerer er fashionable, og at hendes konversation er kynisk, noget som afslører mangel på principper. Hun er imidlertid en meget engageret, smuk og charmerende kvinde, der gør alt hvad hun kan, for at blive ven med Fanny. Fanny frygter derimod, at Mary har forhekset Edmund, og at hans kærlighed til hende har gjort ham blind for hendes fejl og mangler. Henry er en charmør, der leger med både Marias og Julias følelser, på trods af at Maria allerede er forlovet med den kedelige, men meget rige Mr. Rushworth.
Maria tror, at Henry virkelig er forelsket i hende og behandler derfor Rushworths tilnærmelser køligt, og han bliver voldsomt jaloux. Der bliver ikke lagt megen mærke til Fanny i familiekredsen; hun bliver ofte overset. Selv er hun er meget nysgerrig og iagttager de konflikter, der foregår mellem de øvrige personer. Hun ser flere gange Maria og Henry i "kompromitterende" situationer.
Opmuntret af Tom og hans gode ven, mr. Yates, begynder de unge på godset at opføre et skuespil, Elizabeth Inchbalds Lovers' Vows; Edmund og Fanny er først imod det, fordi de mener, at sir Thomas ikke ville bryde sig om det, men føle, at stykkets tema er upassende. Her er det underforstået, at stykket handler om børn født uden for ægteskab, utroskab og ulykkelig kærlighed.
Edmund bliver imidlertid gradvis overtalt, og han tilbyder at spille Anhalt, Mary Crawford elsker. Skuespillet giver Mary og Edmund mulighed for at diskutere emner, der berører temaerne kærlighed og ægteskab og giver desuden Henry og Maria en undskyldning for åbenlyst at flirte med hinanden. Austen beskriver Marias følelser som brændende intense, for eksempel da hun efter en prøve "stadig kunne føle sin hånd presset mod Henry Crawfords hjerte, og hun bekymrede sig kun meget lidt om noget som helst andet."  Sir Thomas vender tilbage tidligere end antaget, netop mens de unge er i gang med at øve stykket, og da han er stærk modstander af projektet, bliver det ikke ført ud i livet. Henry rejser til alles overraskelse sin vej, og Maria er knust, da hun indser, at Henry alligevel ikke elsker henne. Hun gifter sig med Mr. Rushworth, og de rejser til Brighton og tager Julia med sig. I mellemtiden har Fannys forbedrede udseende og behagelige sind betydet, at sir Thomas sætter større pris på hende, og han tager større hensyn til hendes følelser, holdninger og i det hele taget til, hvordan hun befinder sig på godset.
Henry vender tilbage til Mansfield Park og beslutter sig for at more sig lidt med den nu ganske attraktive Fanny. Han prøver at charmere hende, så hun bliver forelsket i ham, men hendes oprigtige venlighed og behagelige væsen fører i stedet til, at han bliver forelsket i hende. Han frier til hende, men hendes afsky for flirten med hendes kusiner og hendes kærlighed til Edmund får hende til at afslå frieriet. Hendes Bertram-slægtninge er skuffede, da det ville være et ekstremt gunstigt giftermål for en fattig pige som Fanny. Sir Thomas er skuffet og anklager hende for at være utaknemmelig. Henry fortsætter med at gøre kur til Fanny i håbet om, at hun med tiden vil skifte mening. Sir Thomas giver sin støtte til, at Fanny rejser tilbage til Portsmouth, hvor de mere ydmyge omgivelser efter hans opfattelse vil få hende til at tænke over tingene.
Planen er, at hun vender tilbage med en overbevisning om, at Henry har forandret sig og nu er hende værdig. Planen lykkes i nogen grad, da Fanny vender tilbage til godset, fordi hun ikke han udholde de evindelige konflikter og skænderier blandt hendes søskende. Tilbage på Mansfield Park begynder hendes holdning til Henry at mildnes, men hun holder fortsat fast ved, at hun ikke vil gifte sig med ham.
Henry rejser til London, og kort efter hører Fanny om en skandale som involverer Henry og Maria. De to var mødtes igen og havde genoptaget deres flirt. Det blev til et hurtigt sidespring. Sidespringet bliver opdaget og nævnt i en avis. Maria forlader sin ægtemands hus og flygter sammen med Henry. Skandalen er komplet, og sidespringet fører til, at Maria bliver skilt. Henry vil imidlertid ikke gifte sig med hende. Som om det ikke var nok, er Tom blevet syg, og Julia er flygtet sammen med mr. Yates. Fanny kommer tilbage til Mansfield Park for at trøste sin onkel og tante og hjælpe med at pleje Tom.
Selv om Edmund ved, at et ægteskab med Mary nu er umuligt på grund af skandalen mellem Henry og Maria, rejser han for at se hende en sidste gang. I løbet af samtalen bliver det klart, at Mary ikke fordømmer Henry og Marias udenomsægteskabelige forhold, men problemet for hende er, at det blev opdaget. Hendes hovedanliggende er at dække over det, og hun antyder, at hvis Fanny havde sagt ja til Henry, så ville han have været for optaget og lykkelig til at have et sidespring og være tilfreds med bare at flirte. Det afslører Marys sande natur for Edmund, som indser at han har idealiseret hende. Han fortæller hende det og rejser tilbage til Mansfield og sit virke som præst i Thornton Lacey. Edmund indser, hvor vigtig Fanny er for ham. Han fortæller hende, at han elsker henne, og de gifter sig. Forholdet er "socialt upassende", men vil kunne accepteres. Jane Austen påpeger, at hvis blot Crawford havde været trofast mod Fanny og ikke ladet sig friste af at flygte med Maria, så ville Fanny efterhånden have sagt ja til hans frieri – særligt hvis Edmund havde giftet sig med Mary.

## Genre
Hovedtemaet holder som oftest hos Austen en satirisk distance til den klassiske gotiske roman på et herresæde, hvor intriger, drama og romantisk-erotiske scener er gennemgående  Austen har selv udtalt, at hendes foretrukne ramme for en handling er "tre eller fire familier i en landsby."   Her er "den fattige lille pige, som er i pleje hos den rige onkel, men bliver dårligt behandlet" et andet væsentligt tema. Endvidere er de lange passager med referencer til teaterstykket, der skal iscenesættes og er med til en række teatralske situationer, som forstærkes, da nogle af personerne med Mary som frontfigur, ikke er i stand til at frigøre sig fra Lovers' Vows roller. Disse temaer er sammenvævet i en realistisk ramme, længe før denne genre blev kategoriseret som sådan.
fortælleren er alvidende og har derfor indsigt i alle personers handlinger og tanker. Men det komplicerer tingene, at hun i nogle passager udelader en eller flere personers tanker, men afslører andres. I mange passager følger fortælleren Fanny meget tæt, så hun på sin vis bliver "medfortæller" uden at have fuld indsigt i det, der foregår omkring hende.

### Romanens historiske baggrund
Da romanen udkom, var Sydengland præget af store godser med landbrug, men var under pres fra den industrielle revolution, som især ekspanderede i London og de nordlige byer. Mange godsejere måtte derfor som sir Thomas supplere indtægterne med besiddelser i kolonierne. På 200-årsdagen for bogens udgivelse påpegede kritikeren Paula Byrne, at kritikken af romanen har været funderet på en række fejltagelser. I slaverispørgsmålet overser de anmeldere, som har karakteriseret Mansfield Park som Austens dårligste værk, at navnet "Mansfield" i 1814 var symbol på kampen mod slaveriet (efter den engelske lord Mansfields kamp i det britiske parlament). "Norris" er skurken i fortællingen, og i 1814 associeredes dette navn med den berygtede slavehandler Robert Norris.
Det engelske samfund var præget af stor social ulighed med fattigdom og nød. Fattigdommen var størst i byerne, der var præget af ekspansion i minedriften, industrielle fabrikker og bomuldsspinderier. I Europa var der dels revolutionære bevægelser, inspireret af den franske revolution, dels Napoleonskrigene at forholde sig til. En af årsagerne til den britiske succes var mobiliseringen af industrielle og finansielle ressourcer. Selv om det nævnes, at Fannys far var blevet såret i krigen, og hendes bror var i marinen, spiller den europæiske storkonflikt kun en meget beskeden rolle i romanen.

## Kritik
Det er påpeget, at romanforfatterskab var en suspekt beskæftigelse for kvinder i begyndelsen af det nittende århundrede. Det er ligeledes påpeget som karakteristisk for Austens romaner, at mange af personerne er selvoptagede, dumme, nærige eller bedrevidende. Sådan er det også i denne roman, hvor meget få er venlige eller empatiske, og der er en hel del direkte selvoptagede eller usympatiske personer. Mansfield Park er betegnet som den mest kontroversielle af Austens romaner. I samtiden blev den af nogle anmeldere rost for at fremhæve typiske britiske moralske værdier, mens andre fandt, at de erotiske elementer var "upassende".
Mange moderne kritikere finder det vanskeligt at sympatisere med hovedpersonen Fannys smålighed og teatralske væremåde. Det er for nogle anmeldere svært at acceptere ideen om, at hun har brudt med sin barske opvækst, selv om Austen specifikt nævner det i det afsluttende kapitel. Derfor har nogle kritiseret hendes adfærd som ulidelig, bl.a. fordi hun optræder som tilbageholdende, nærmest undseelig og sjældent udtrykker sin mening overfor omgivelserne. Andre kritikere fremhæver, at hun agerer således, fordi hun frygter at blive sendt tilbage til Portsmouth, hvis hun siger sin mening. Det er også påpeget, at hun er en kompleks personlighed, der på den ene side hengiver sig til ønsketænkning, og på den anden side er en følsom naturelsker, der i afgørende situationer viser både mod og handlekraft, samt opnår voksende selvtillid i de senere dele af fortællingen. Austens biograf Claire Tomalin, som generelt er meget kritisk over for Fanny, mener at hovedpersonen vokser i løbet af handlingen og mod slutningen når "et moment af heroisk tilstand" Men samtidig forstår Tomalin den ambivalens, mange læsere føler overfor Fanny:
"More is made of Fanny Price's faith, which gives her the courage to resist what she thinks is wrong; it also makes her intolerant of sinners, whom she is ready to cast aside."
Det er også fremhævet, at bogen "muligvis er den første i litteraturhistorien, som ser tingene fra en lille piges synsvinkel". Det giver bogen en særlig placering i litteraturhistorien, ligesom dens erotiske scener er usædvanlige for tiden."
Fortællingen indeholder megen social satire, især rettet mod Fannys to mostre. En kritiker fremhævede romanen som "den mest afdæmpet revolutionære af Austens romaner".
Kritikeren Edward Said har betegnet romanen som et eksempel på den vestlige kulturs accept af de økonomiske fordele, slaveri og imperialisme betød for Storbritanniens velstand. Han fremhæver, at Austen undlader at nævne, at Mansfield Park kun kunne overleve på grund af slavearbejde. Han erkender dog samtidigt, at Austen generelt var modstander slaveri og af de vestindiske sukkerplantagers brug af slaver i særdeleshed."
Claire Tomalin afviser denne påstand, idet hun fremhæver, at Fanny, som normalt er ydmyg, udspørger sin onkel om slavehandelen, men aldrig får et svar. Tomalin antager, at Austin med det vil vise, at Fanny har en klarere fornemmelse af det umoralske aspekt af slavehandelen end onklen. Ellen Moody anfører, at scenen mellem onkel og niece viser, at Sir Thomas langtfra er glad for at blive udspurgt om sit forhold til slavespørgsmålet.

## Filmatiseringer og anden adaptering
Mansfield Park er filmatiseret adskillige gange:
- 1983: Mansfield Park, en BBC-serie instrueret af David Giles med Sylvestra Le Touzel som Fanny Price, Nicholas Farrell som Edmund Bertram og Anna Massey som Mrs Norris.

- 1999: Mansfield Park, en biograffilm instrueret af Patricia Rozema med Frances O'Connor som Fanny Price og Jonny Lee Miller som Edmund Bertram (han medvirkede også i tv-serien fra 1983, hvor han spillede en af Fannys brødre). Filmen ændrer historien på en række punkter og understreger Austens modstand mod slaveriet.

- 2003: Mansfield Park, et radiodrama bearbejdet af BBC Radio 4 med bl.a. Felicity Jones som Fanny Price, Benedict Cumberbatch som Edmund Bertram og David Tennant som Tom Bertram.[17]

- 2007: Mansfield Park, en tv-film produceret af Company Pictures med Billie Piper som Fanny Price og Blake Ritson som Edmund Bertram, sendt på ITV1 i Storbritannien den 18. marts 2007.[18]

- 2011: Mansfield Park, en opera af Jonathan Dove med libretto af Alasdair Middleton, opført af Heritage Opera den 30. juli – 15. august 2011.[19]

- 2012: Mansfield Park, et teaterstykke tilrettelagt af Tim Luscombe og produceret af The Theatre Royal, Bury St Edmunds, der spillede i Storbritannien i 2012 og 2013.[20]

- 2014: From Mansfield With Love, en YouTube Vlog-adaptering af Mansfield Park af teatret "Foot in the Door Theatre".